# Qasraya
Qasraya (tiếng Ả Rập: قصرايا) là một ngôi làng Syria nằm ở phó huyện Awj ở huyện Masyaf, Hama. Theo Cục Thống kê Trung ương Syria (CBS), Qasraya có dân số 982 trong cuộc điều tra dân số năm 2004.